# 1952 في الكويت
تحتوي هذه المقالة على أهم الأحداث التي شهدتها الكويت في 1952، إضافة إلى أهم الشخصيات الكويت التي وُلدت أو تُوفيت في هذه السنة.

## أحداث
- تأسيس أول نادٍ رياضي وكان يدعى النادي الأهلي.[1]

### تأسيسات
- الاتحاد الكويتي لكرة القدم
- النادي الثقافي القومي

- بنك الكويت الوطني

- جمعية الإرشاد الإسلامي
- جمعية الكشافة الكويتية

- مجلة الرائد

## مواليد
- أحمد باقر – سياسي كويتي
- أحمد عبد الله الأحمد الصباح –رئيس مجلس الوزراء الكويتي
- ثريا الباقسامي – فنانة كويتية
- جمال الكندري – سياسي كويتي
- جواد مقصيد – لاعب كرة قدم كويتي
- حمد بوحمد – لاعب كرة قدم كويتي
- خالد العدوة – سياسي كويتي
- خليل زينل
- زهرة دعيج
- سالم عباس خدادة
- صالح عاشور – سياسي كويتي
- عبد السلام مقبول
- عبد العزيز عبد الكريم
- عبد الله معيوف --– لاعب كرة قدم كويتي
- عبد الوهاب الفوزان – سياسي كويتي
- علي اللنقاوي – لاعب كرة قدم كويتي
- فيصل الشايع – سياسي كويتي
- محمد شعيب – لاعب كرة قدم كويتي
- محمود دكسن – لاعب كرة قدم كويتي
- مرزوق الحبيني – سياسي كويتي
- نجمة إدريس
- يوسف محمد البلوشي

## وفيات
18 أغسطس- سلطان إبراهيم الكليب، من مواليد 1889 ، اقتصادي وسياسي كويتي.